# Étienne Martin
Étienne Martin, als Künstler auch unter dem Namen: Étienne-Martin (* 4. Februar 1913 in Loriol-sur-Drôme, Kanton Loriol-sur-Drôme, Frankreich; † 21. März 1995 in Paris) war ein französischer Bildhauer und Objektkünstler und Künstler des Informel und der Individuellen Mythologien.

## Leben und Werk
Étienne Martin studierte von 1929 bis 1933 an der École des Beaux-Arts in Lyon. Er lernte dort Marcel Michaud (1898–1958) kennen, den Schriftsteller und Direktor der „Galerie d’avant-garde“ in Lyon. Martin zog 1934 nach Paris und studierte und arbeitete in der Werkstatt von Charles Malfray an der Académie Ranson, wo er sich mit den Malern Roger Bissière, Jean Le Moal, Jean Bertholle, Alfred Manessier, Stahly Zelman, Véra Pagava und dem Bildhauer François Stahly anfreundet. Er stellte als Mitglied der Künstlergruppe „Témoignage“ in den Jahren 1938 und 1939 aus, die von Marcel Michaud 1936 in Lyon gegründet worden war.
Martin kam im Zweiten Weltkrieg in deutsche Gefangenschaft und wurde 1941 freigelassen. Er hielt sich 1942 in Oppède mit Stahly Zelman und in der Gesellschaft des Architekten Bernard Zehrfuss auf, ging dann 1943 bis 1944 nach Dieulefit, wo er sich mit dem Schriftsteller Henri-Pierre Roché anfreundete. Danach lebte er einige Zeit in Mortagne-au-Perche in der Normandie. Nach seiner Rückkehr nach Paris im Jahre 1947 lebte er bei Roché, traf Constantin Brâncuși und Georges I. Gurdjieff und beschäftigte sich mit fernöstlichen spirituellen Übungen und dem Daoismus.
1954 begann Étienne Martin 1954 die Reihe der „Demeures“ („Behausungen“). Die „Demeures“ machten ihn weltweit bekannt. 1964 war er Teilnehmer der documenta III in Kassel, 1966 erhielt er den großen Preis für Bildhauerei auf der 33. Biennale von Venedig. Auf der documenta 5 im Jahr 1972 wurde Martin als ein Hauptvertreter der Individuellen Mythologien ausgestellt.
Er schuf zahlreiche Großplastiken mit organisch und barock wirkenden Formen, raumgreifende Plastiken und Objekte. Von 1968 bis 1983 war er Professor an der École Nationale Supérieure des Beaux-Arts in Paris für Bildhauerei. 1971 wurde er Mitglied der Académie des Beaux-Arts. Die Académie royale de Belgique (Classe des Beaux-Arts) nahm ihn 1988 als assoziiertes Mitglied auf. Im Jahr 1984 fand eine umfassende Retrospektive aller seiner „Demeures“ im Centre Pompidou in Paris statt.